# Пуи (коммуна)
Пуи́ (фр. Pouy, окс. Eth Poi) — коммуна во Франции, находится в регионе Юг — Пиренеи. Департамент — Верхние Пиренеи. Входит в состав кантона Кастельно-Маньоак. Округ коммуны — Тарб.
Код INSEE коммуны — 65368.

## География
Коммуна расположена приблизительно в 640 км к югу от Парижа, в 85 км юго-западнее Тулузы, в 40 км к востоку от Тарба.
На северо-западе коммуны протекает река Сье.

## Климат
Климат умеренно-океанический с солнечной тёплой погодой и обильными осадками на протяжении практически всего года.

## Население
Население коммуны на 2010 год составляло 35 человек.
| 1962 | 1968 | 1975 | 1982 | 1990 | 1999 | 2010 |
| ---- | ---- | ---- | ---- | ---- | ---- | ---- |
| 41   | 40   | 44   | 35   | 32   | 38   | 35   |

## Администрация
| Период | Период | Фамилия          | Партия | Примечания |
| ------ | ------ | ---------------- | ------ | ---------- |
| 2001   | 2020   | Жан-Пьер Дюльост |        |            |

## Экономика
В 2010 году среди 17 человек трудоспособного возраста (15-64 лет) 11 были экономически активными, 6 — неактивными (показатель активности — 64,7 %, в 1999 году было 59,3 %). Из 11 активных жителей работали 10 человек (8 мужчин и 2 женщины), безработной была 1 женщина. Среди 6 неактивных 2 человека были учениками или студентами, 2 — пенсионерами, 2 были неактивными по другим причинам.